# Peinture rupestre d'Ala-Rieveli

La peinture rupestre d'Ala-Rieveli (finnois : Ala-Rievelin kalliomaalaus) est située sur la rive du lac Ala-Rääveli (fi) dans le village de Lusi à Heinola en Finlande,.

## Lieu
La peinture rupestre est peinte sur un rocher abrupt de la rive nord-ouest du lac Ala-Rieveli, à environ 200 mètres au sud-ouest de l'île Haukkasaari.
La roche verticale est brisée et laisse des caches abritées pour les peintures.
Le rocher s'ouvre au sud-est.
L'endroit se situe le long de la route lacustre  de Mäntyharju,,.

## La peinture rupestre
La zone de peinture, qui mesure 4 mètres de large et 2 mètres de haut, est divisée en un groupe principal et un groupe de motifs plus petit.
Les taches de couleur les plus basses se trouvent à un demi-mètre au-dessus du sol et à environ 4,5 mètres au-dessus de la surface du lac,,.
Sur le bord gauche, on peut identifier les traits d'une figure humaine dont les mains sont levées. De plus, deux motifs de bateaux avec des fonds de bateaux incurvés sont peints l'un en dessous de l'autre.
En bas à droite, apparaissent des bateaux, peints en série verticale.
Il semble y avoir quatre bateaux dans la cavité rocheuse et au-dessus de ceux-ci il y a des vestiges de quatre dessins, peut-être aussi des dessins de bateaux.
À droite du groupe principal se trouvent des fragments de dessins qui sont devenus méconnaissables,,.